# Asociación de Guías y Scouts de Chile
La Asociación de Guías y Scouts de Chile (AGSCh) es una corporación de derecho privado fundada en 1974. Está afiliada a la Asociación Mundial de las Guías Scouts (WAGGGS) y a la Organización Mundial del Movimiento Scout (WOSM), a través de las cuales tiene la posibilidad de participar en importantes programas a nivel mundial relativos a la salud, la nutrición, la paz mundial, la protección del medio ambiente y la integración de discapacitados a la sociedad, entre otros. Además, por su filiación a estos  organismos mundiales, la AGSCh es miembro consultivo de las Naciones Unidas en materias de niñez y juventud, así como también de la Unión Scout Parlamentaria, que en Chile está integrada por más de treinta legisladores.
La AGSCh es producto de la unión de la Asociación de Scouts de Chile (ASCH) y la Asociación de Guías de Chile (AGCH)

## Historia
La AGSCh es continuadora de hecho y de derecho de la Asociación de Boy Scouts de Chile (que Alcibíades Vicencio declaró fundada el 21 de mayo de 1909 durante la primera excursión scout en el país, realizada en el Puente los Morros, al sur de Santiago). Esta primera asociación scout organizada en América, bajo la directa inspiración del teniente general Robert Baden-Powell, surgió tras una conferencia acerca de los boy scouts que dictó la noche del 26 de marzo de 1909 en el Salón de Honor de la Universidad de Chile y que significó la creación de la Brigada Central N.º 1, posteriormente fusionada con el Grupo del Instituto Nacional y actualmente conocido como Grupo Alcibíades Vicencio del Instituto Nacional (GAVIN). El Movimiento Scout estuvo inicialmente en Chile inspirado en valores nacionalistas y laicos (bajo la influencia de dirigentes masones). Tras diversas crisis institucionales que llevaron a la existencia de tres corrientes paralelas con mayor o menor apego al tronco original del Movimiento en el plano internacional, hacia 1970 se condujo con éxito el proceso de unidad entre la anteriormente nombrada Asociación de Boy Scouts de Chile, el Movimiento de Reforma Scout (escindido de la primera) y la Federación de Scouts Católicos, con lo cual se estableció la Asociación de Scouts de Chile en 1974. Esta última posteriormente se fusionó con la Asociación de Guías de Chile, que había sido fruto de su propio proceso de unidad entre la Asociación de Girl Guides y la rama femenina de la Federación de Scouts Católicos. En la actualidad, ofrece programas educativos para niñas, niños y jóvenes. Se dice que ha sido por mucho tiempo la organización voluntaria más grande de Chile con más de 70.000 integrantes.

## Misión
“Contribuir a la educación integral de las personas con énfasis en la niñez y la juventud, a través de la vivencia de la Ley y Promesa Guía y Scout para que sean agentes de cambio en su comunidad y líderes en la construcción de un mundo mejor.”

### Misión Organización Mundial Scout
Mediante un sistema de valores basado en principios espirituales, sociales y personales, que se expresan en la Ley y la Promesa, la misión es contribuir a la educación de jóvenes para que participen en la construcción de un mundo mejor, donde las personas se desarrollen plenamente y jueguen un papel constructivo en la sociedad.
Este propósito se persigue mediante la adhesión voluntaria a la propuesta valórica que promueve el Movimiento; la aplicación del Método Guía y Scout, sistema cuyos elementos constituyen un entorno favorable para el aprendizaje activo; y su sello: que las actividades que desarrollan se realizan preferentemente en contacto con la naturaleza.
La filosofía del método consiste en aprender pasándolo bien. Pero además se abordan los problemas e inquietudes de la juventud y trata de ayudarlos a buscar soluciones, descubrir el mundo y sus culturas, difundir y proteger los derechos humanos y de los niños, educar en un marco valórico, invitar a los jóvenes a trazarse metas para el futuro, educar para la salud, asistir a quien más lo necesita, educar para la vida en familia, proteger el medio ambiente, fomentar la paz en todo el mundo.

## Visión
"Vemos a la Asociación de Guías y Scouts de Chile en el año 2030 como:
Una organización educativa de personas con
énfasis en la niñez y juventud, comprometida con
su misión, sus valores, sus principios y el método
guía y scout.
Una institución democrática, al servicio de los
grupos guías y scouts, reconocida como la mayor
organización de niñas, niños y jóvenes en Chile,
con adultas y adultos que generan espacios
inclusivos, seguros y acogedores.
Una institución activa en su comunidad que es
referente en el cuidado del medio ambiente y de la
construcción de un mundo mejor."

## Actividades
Entre diciembre de 1998 y enero de 1999 la AGSCH organizó el 19.º Jamboree Scout Mundial (en la localidad de Picarquín, Región de O'Higgins) que reunió a miles de guías y scouts. Varios problemas financieros provocaron una aguda crisis que afectó la vida interna de la Asociación en los últimos años. Entre el 29 de enero y el 5 de febrero de 2009 se celebró allí el Jamboree del Centenario en homenaje a los 100 años del movimiento Scout en Chile, al tiempo que se llevaba a cabo una campaña para conseguir ayudas llamada Ponte con los Scouts. 
La AGSCh organiza cada 4 años campamentos educativos para niños y niñas (lobatos y golondrinas), llamados Paxtú en recuerdo de la cabaña que Baden Powell y Lady Olave, su esposa, tenían en Nyen cerca de Nairobi, Kenia, en África Occidental donde falleció el fundador de los scouts en 1941; en el idioma aborigen significa lugar de paz.

## Cronología de la AGSCh
- 1909: Fundación de la Asociación de Boy Scouts de Chile, que dio origen al primer Grupo Scout del país, "Brigada Central", que luego de la muerte del doctor Vicencio pasaría a llamarse "Brigada Alcibíades Vicencio".
- 1910: Formación del segundo y tercer Grupo Scout en Chile, Grupo Liceo Eduardo de la Barra y Grupo Liceo Guillermo Rivera, en Valparaíso y Viña del Mar respectivamente.
- 1913: Formación del segundo Grupo Scout de Santiago, perteneciente al Liceo de Aplicación.
- 1913: Formación de la primera compañía de Guías en la ciudad de Rancagua, en el Colegio Marcela Paz.
- 1915: Concesión Personalidad Jurídica.

- 1917: Formación del Grupo Scout Colegio San Luis Antofagasta.

- 1930: Formación del primer Grupo Scout Católico del país, el Grupo "Stella Maris" del Colegio de los Sagrados Corazones de Viña del Mar.
- 1949: Se realiza el primer "Curso Preliminar" en Chile, dictado por Salvador Fernández Beltrán, iniciando un proceso de renovación del Método y Programa.
- 1952: 24 de diciembre. Se crea el grupos Scouts "Pastores de Belén", en la Iglesia Católica "Medalla Milagrosa". Fundado por el sacerdote Jaime Santa María. Siendo el primer grupo del hoy distrito Quinta Normal-Cerro Navia. En una primera etapa formó parte de la Federación de Scout Católicos para después ser parte de la Asociación de Guías y Scouts de Chile.
- 1953: Fundación de la Asociación de Girl Guides, que agrupó a las compañías existentes en ese momento, las que en su mayoría provenían de la Asociación de Boy Scouts de Chile.
- 1967: Una parte de la Asociación de Boy Scouts se separa de esta para formar el Movimiento de Reforma Scout.
- 1972: El Movimiento de Reforma Scout vuelve a la Asociación de Boy Scouts y se consolida el proceso de unidad entre la Asociación de Boy Scouts de Chile y la Federación de Scouts Católicos.
- 1974: Se firma la unidad entre las dos Asociaciones antes nombradas, formando la Asociación de Scouts de Chile. Por su parte, se firma la unidad entre la Rama Femenina de la Federación de Scouts Católicos y la Asociación de Girl Guides de Chile, dando lugar a la Asociación de Guías de Chile.
- 1978: Finalmente se fusionan la Asociación de Scouts y la Asociación de Guías, formando la Asociación de Guías y Scouts de Chile.
- 1989: Se realiza en Villarrica el VI Jamboree Panamericano.
- 1998: Chile es sede el 19.º Jamboree Scout Mundial, realizado en la hacienda Picarquín.
- 2002: Entre el 29 de enero y el 5 de febrero se realizó el 6° Jamboree nacional en la hacienda Picarquín.
- 2004: Se hizo la separación de la comunidad ruta dedicado en forma separada a las ramas mayores del movimiento (pioneros y caminantes).
- 2009 Se cumplen 100 años de la fundación del movimiento Scout en Chile. En celebración del centenario del escultismo en Chile se realizan diferentes eventos como el Jamboree del Centenario, Jamboree Urbano y la Velada Scout que condecoró a los 100 del centenario scout chileno.
- 2010: Entre el 2 y 8 de enero se realizó el Paxtú del Centenario.
- 2011: En enero se realizó el Cuya para la Rama Caminantes.
- 2011: Entre el 6 y 11 de febrero se realizó el Moot de Pioneros.
- 2013: Entre el 27 de enero y el 3 de febrero se realizó el 8º Jamboree nacional en la hacienda Picarquín.
- 2013: El sábado 15 de junio se cumplieron 100 años del movimiento Guía en Chile, celebrado en un encuentro nacional en la ciudad de Rancagua.
- 2014: Entre el 19 y el 26 de enero se realizó el 9° Paxtú Nacional en la hacienda Picarquín.
- 2015: Entre los días 18 y 25 de enero se celebró en la Isla Grande de Chiloé el Moot-Culla Huentru dedicado a las ramas mayores del movimiento (pioneros y caminantes) bajo el lema Aventura, magia y servicio.
- 2016: Desde el día 23 hasta el 30 de enero se celebró el 9° Jamboree Nacional en la hacienda Picarquín, donde participaron guías y scouts de todo Chile bajo el lema Construyendo futuro.
- 2017: Entre el 16 y 22 de enero se celebró el 10° Paxtú Nacional en Picarquín, bajo el lema Creando un mundo mejor.
- 2017: Entre el 26 y 29 de octubre se celebró el 1º Campamento Nacional de Guías y Subguías de Patrulla, bajo el lema La aventura es nuestra.
- 2018: Se realiza el IX Moot Nacional de Caminantes en La Serena con el lema "Construyendo juntos el mañana".
- 2019: Se realiza la Primera Aventura Nacional de Pioneros entre el 13 y 20 de enero de 2019 en Picarquín bajo el lema "El desafío comienza ahora"
- 2019: Se realiza un Jamboree Urbano en el Parque O'Higgins.
- 2020: Se realiza el Jamboree Nacional 2020 en Picarquín bajo el lema "El cambio es ahora".

## Representantes

### Consejo Nacional
El Consejo Nacional dirige la Asociación de Guías y Scouts de Chile en conformidad a las normas legales, al Estatuto, al Reglamento, a los acuerdos de la Asamblea Nacional y a las normas complementarias que él mismo dicte.
Los actuales miembros del Consejo Nacional son
- Carolina Ávalos Ovando (Presidenta Nacional)
- Jorge Saavedra Jorquera (Vicepresidente Nacional)
- Natalia Aguilera Albornoz (Tesorera Nacional)
- Jimmy Walker Vergara (Secretario del Consejo Nacional)

- María Teresa Escudero Morales
- Carol Gálvez Astudillo
- José Mella Silva
- Alejandra Muñoz Cuello
- Carmen Luz Muñoz Quiroz
- Francisco Oyanedel Garrido
- Paloma Orellana Silva
- Yasmin Santibañez Maza

### Dirección Ejecutiva
El Comité Ejecutivo Nacional es dirigido por la Dirección Ejecutiva Nacional, quien a su vez coordina y supervisa la acción del Equipo Nacional, define y coordina la ejecución del Plan Anual de la Asociación de Guías y Scouts de Chile, los cargos se dividen en: 
- Dirección Ejecutiva Nacional
- Dirección de Desarrollo Institucional
- Dirección de Voluntariado
- Dirección de Métodos Educativos
- Dirección de Finanzas

### Corte de Honor Nacional
La Corte de Honor Nacional debe conocer y evaluar las infracciones e incumplimientos de las normas internas en que incurran miembros activos y colaboradores, cuyas normas de funcionamiento están establecidas el reglamento.
Los actuales miembros de la Corte de Honor Nacional son los siguientes:
- Sebastián Segovia Correa (Presidente)
- Cristian Yáñez Yáñez (Vicepresidente)
- Francisco Jofré Vidal (Secretario)
- Carmen Gloria Bustos Salgado
- Freddy Cabañas Páez
- Alonso Grant Díaz
- Luis Leyton Silva
- Freddy Orchard Miranda
- Saúl San Martín Almeyda

## Organización territorial
En cursiva las zonas unidistritales
| Zona                     | Distritos |
| ------------------------ | --- |
| Zona Arica               | Distrito Arica |
| Zona Iquique             | Distrito Alto Hospicio, Distrito Cavancha, Distrito Cerro Tarapacá |
| Zona Antofagasta         | Distrito Coloso, Distrito El Loa, Distrito La Portada |
| Zona Atacama             | Distrito Copayapu, Distrito Incaripe, Distrito Valle del Huasco |
| Zona Norte Verde         | Distrito Coquimbo, Distrito Diaguitas, Distrito Limari, Distrito Choapa                                                                                                   |
| Zona Valparaíso          | Distrito José Francisco Vergara, Distrito Marga-Marga, Distrito Michimalonco, Distrito San Antonio, Distrito Valparaíso, Distrito Villa Alemana, Distrito Viña del Mar    |
| Zona Aconcagua           | Distrito Llay Llay, Distrito San Felipe |
| Zona Cajón del Maipo     | Distrito Camilo Henríquez, Distrito Las Vizcachas, Distrito Puente Alto Poniente                                                                                          |
| Zona Santiago Centro     | Distrito Cerro Huelén, Distrito Santiago Centro, Distrito Providencia |
| Zona Santiago Cordillera | Distrito Apoquindo, Distrito Los Leones, Distrito Manquehue, Distrito Vitacura                                                                                            |
| Zona Santiago La Florida | Distrito Bellavista, Distrito Mapurayen, Distrito Peñimahuida |
| Zona Santiago Maipo      | Distrito San Bernardo, Distrito El Bosque, Distrito Valle del Maipo |
| Zona Santiago Norte      | Distrito Chacabuco, Distrito Conchalí, Distrito La Cañadilla, Distrito Quilicura, Distrito Renca                                                                          |
| Zona Santiago Oeste      | Distrito Cerrillos, Distrito Maipú Nuevo Extremo, Distrito Melipilla, Distrito Pila del Ganso, Distrito Quilamapu, Distrito Quinta Normal-Cerro Navia, Distrito Talakanta |
| Zona Santiago Oriente    | Distrito La Reina, Distrito Macul, Distrito Ñuñoa, Distrito Pedro de Valdivia, Distrito Peñalolén                                                                         |
| Zona Santiago Sur        | Distrito La Cisterna, Distrito La Granja, Distrito Pedro Aguirre Cerda, Distrito San Joaquín, Distrito San Miguel, Distrito Santa Rosa                                    |
| Zona del Libertador      | Distrito Cachapoal, Distrito Cipreses, Distrito Colchagua, Distrito O'Higgins                                                                                             |
| Zona del Maule           | Distrito Curicó, Distrito Linares, Distrito Talca |
| Zona Ñuble               | Distrito Ñuble |
| Zona Bio Bio             | Distrito Bio Bio, Distrito Concepción, Distrito Nahuelbuta, Distrito Río Andalien, Distrito Talcahuano,                                                                   |
| Zona de la Frontera      | Distrito de la Frontera |
| Zona de los Ríos         | Distrito Valdivia |
| Zona Los Lagos           | Distrito Chiloé, Distrito Lago Llanquihue, Distrito Osorno, Distrito Puerto Montt                                                                                         |
| Zona Aysén               | Distrito Coyhaique |
| Zona Magallanes          | Distrito Punta Arenas |